# Isabelle Gautheron
Isabelle Gautheron (ur. 3 grudnia 1963 w Villeneuve-Saint-Georges) – francuska kolarka torowa, brązowa medalistka mistrzostw świata.

## Kariera
Największym sukcesem w karierze Isabelle Gautheron było zdobycie brązowego medalu w sprincie indywidualnym podczas mistrzostw świata w Lyonie w 1989 roku. W wyścigu tym wyprzedziły ją jedynie dwie reprezentantki ZSRR: Erika Salumäe i Galina Jeniuchina. Rok wcześniej Isabelle wystartowała na igrzyskach olimpijskich w Seulu, gdzie w tej samej konkurencji zajęła czwartą pozycję, przegrywając walkę o brązowy medal z Amerykanką Connie Paraskevin. Ponadto Gautheron wielokrotnie zdobywała medale torowych mistrzostw Francji, w tym sześciokrotnie była najlepsza (wszystkie medale zdobyła w sprincie indywidualnym).